# Ernst-von-Bergmann-Kaserne
Die Ernst-von-Bergmann-Kaserne (kurz: EvB-Kaserne) ist eine militärische Liegenschaft an der Neuherbergstraße im Münchner Stadtbezirk Milbertshofen-Am Hart. Sie wurde im Zeitraum von 1934 bis 1936 von Oswald Bieber mit diversen anderen Architekten, darunter Theo Lechner, erbaut.

## Geschichte
Kaserne München-Freimann (SS und UNESCO)
Die Kaserne wurde bis Ende des Zweiten Weltkriegs als Kaserne München-Freimann von der SS-Standarte 1 „Deutschland“ der SS-Verfügungstruppe genutzt und auch als „SS-Kaserne Freimann“ bezeichnet. Der ursprüngliche Bau unterschied sich durch äußere Schlichtheit und Weitläufigkeit sowie durch die Errichtung mit Stahlbeton und durch den Verzicht auf Fassadenschmuck deutlich von den Wehrmachtsbauten dieser Zeit. Besagte Einheit war nach der Sudetenkrise dauerhaft außerhalb des Standortes eingesetzt, weshalb der Bau als Unterkunfts- und Ausbildungsstandort der SS, sowie als Standort für SS-Flakeinheiten genutzt wurde. Die SS-Führer waren in einer südlich der Kaserne errichteten Siedlung oberhalb der heutigen Kleinschmidtstraße untergebracht. Zudem waren nahe der Kaserne ein Außenlager des KZ Dachau für Unterstützungsleistungen sowie für eine Baufirma eingerichtet. Bei der Einnahme der Kaserne am 30. April 1945 durch Einheiten der Seventh United States Army kam es zu Kämpfen.
Nach Kriegsende diente das Kasernenareal der UNESCO (Nothilfe- und Wiederaufbauverwaltung der Vereinten Nationen) als Unterbringungslager für Displaced Persons.
Nachdem das Transitlager in der Funkkaserne völlig überbelegt war, beschloss die Internationale Flüchtlingsorganisation im April 1948 die Verlegung einiger zuvor dort untergebrachter jüdischer Lagerbewohner, die für die Auswanderung bestimmt waren, in die Kaserne. Während am 9. April 1948 im Auswanderungslager noch 475 jüdische Bewohner untergebracht waren, so waren es am 18. Oktober des Jahres noch elf und am 25. Juli 1949 noch sieben. Am 22. April 1950 konnte das Lager geschlossen werden.
Warner-Kaserne (US Army)
Mit der Übernahme der Liegenschaft an der Ingolstädter Straße 193 durch die US Army 1950 erhielt die Liegenschaft den Namen Warner-Kaserne, benannt nach dem am 21. Dezember 1944 während der Ardennenoffensive gefallenen, 1923 geborenen, Unteroffizier Henry F. Warner, welchem posthum die Medal of Honor verliehen wurde. Der Umbau der Kaserne kostete acht Millionen D-Mark. Untergebracht waren insgesamt 5.000 Mann. Das riesige Hauptgebäude Building 1701 (heute Gebäude 1) war nach dem Pentagon das zweitgrößte militärisch genutzte Gebäude der US Army. In der Kaserne wurde auch eine kleine Synagoge eingerichtet. Ab 1954 wurde um die Kaserne zur Unterbringung der US-Bediensteten die Wohnanlage München-Nord errichtet. Zuletzt waren dort Teile der 24. US-Infanteriedivision untergebracht.
Bis Ende der 1960er Jahre befand sich auf der nördlich angrenzenden Panzerwiese der zugehörige Flugplatz Warner Strip.
Ernst-von-Bergmann-Kaserne (Bundeswehr)
Ende 1968 wurde die Kaserne von der Bundeswehr übernommen und nach längeren Umbauarbeiten – unter anderem wurde die Hauptwache an die Neuherbergstraße verlegt – 1971 in Ernst-von-Bergmann-Kaserne umbenannt. Namensgeber war der Chirurg Ernst von Bergmann. Anlässlich der Olympischen Sommerspiele 1972 hatte die damalige Akademie des Sanitäts- und Gesundheitswesens der Bundeswehr in der Liegenschaft ein einsatzbereites Leichtkrankenhauses mit 120 Betten in der Liegenschaft bereitzustellen. Hinzu kam die Unterbringung von Einheiten der Bayerischen Bereitschaftspolizei, des Bundesgrenzschutzes sowie des THWs. Im Zeitraum von 1973 bis 1980 erfolgte dann der Umbau zur Unterbringung der Akademie des Sanitäts- und Gesundheitswesens der Bundeswehr als Hauptnutzer und Wirtschaftstruppenteil, die seit 1997 den heutigen Namen Sanitätsakademie der Bundeswehr trägt. Im Jahr 2012 wurde das Audimax der SanAkBw nach Hans Scholl, welcher als Sanitätsfeldwebel an der Ostfront eingesetzt war, benannt. In der Akademie ist zudem eine wehrpathologische Sammlung mit über 3.000 Exponaten, sowie eine militärgeschichtliche Sammlung mit dem Schwerpunkt auf den Sanitätsdienst eingerichtet, welche nach Voranmeldung auch grundsätzlich besichtigt werden kann.
Neben mittlerweile aufgelösten Einheiten ist im Emil-von-Bering-Haus der Liegenschaft das Fachsanitätszentrum München untergebracht, das aus dem ursprünglichen Standortsanitätszentrum München (später Sanitätszentrum München) hervorging. Teile des seit Mitte der 1990er Jahre in der Kaserne untergebrachten Facharztzentrums München des Bundeswehrkrankenhauses Amberg gingen ebenso im Fachsanitätszentrum München auf. Ebenfalls in der Ernst-von-Bergmann-Kaserne untergebracht sind die Institute für Pharmakologie und Toxikologie, Mikrobiologie und Radiobiologie der Bundeswehr sowie seit Mitte der 1990er auch das ehemals in der Luitpoldkaserne stationierte Zentrum für Nachwuchsgewinnung Süd, aus dem 2012 das Karrierecenter der Bundeswehr Süd hervorging, welches sich seitdem in der Dachauer Straße befindet.
Die Kaserne ist mit der ostwärtig der Ingolstädter Straße gelegenen Fürst-Wrede-Kaserne mit einer Fußgängerbrücke verbunden.

## Aktuell stationierte Einheiten
- Sanitätsakademie der Bundeswehr, SanAkBw, seit 1997
  - - I.- VII. Inspektion, SanAkBw - I.-VII. Insp, Aufstellung 01.10.2017
  - Abteilung D Lehrgänge, SanAkBw Abt D Lehrgänge, Aufstellung 01.10.2017
  - Institut für Mikrobiologie der Bundeswehr, InstMikroBioBw, Aufstellung 1984
  - Institut für Pharmakologie und Toxikologie der Bundeswehr, InstPharmToxBw, Aufstellung 1984
  - Institut für Radiobiologie der Bundeswehr, InstRadBioBw, Aufstellung 1980
  - Institut für Wehrmedizinische Ethik der Bundeswehr, InstWehrMedEthBw, Aufstellung 2023
- Unterstützungspersonal militärische Gleichstellungsbeauftragte, UstgPers GleiBmil, Aufstellung 01.12.2015
- Sanitätsunterstützungszentrum München, SanUstgZ München, Aufstellung: 01.01.2015
- Verstärkungsreserve Beratende Sanitätsoffiziere Sanitätsakademie der Bundeswehr, VstkgRes BSO SanAkBw, Aufstellung: 01.01.2015
- BWI Informationstechnik GmbH München Ernst-von-Bergmann-Kaserne, BWI IT München EvB, ab 01.11.2009
- Bundeswehrfachschule München, BwFachS München, Aufstellung: 15.04.1958
- Evangelisches Militärpfarramt München, EMilPfA München, Aufstellung: 01.07.2007
- Katholisches Militärpfarramt München, KMilPfA München, Aufstellung: 01.11.2007[12]

## Ehemalige Einheiten der Bundeswehr
| Truppenteil                                                                                 | Abkürzung                                         | Zeitraum der Stationierung                     | Verbleib                                                                         |
| ------------------------------------------------------------------------------------------- | ------------------------------------------------- | ---------------------------------------------- | -------------------------------------------------------------------------------- |
| Zentrum für Programmierte Ausbildung in den Streitkräften                                   |                                                   | mindestens von 1972 bis 1981                   |                                                                                  |
| Akademie Sanitäts- und Gesundheitswesen Bundeswehr                                          | SanAkBw                                           | mindestens von 1963 bis 1997                   | Umbenennung in Sanitätsakademie der Bundeswehr                                   |
| Akademie Sanitäts- und Gesundheitswesen Bundeswehr Akademiestab                             | SanAkBw Akademiestab                              | Aufstellung: 29.10.1963, Auflösung: 1997       |                                                                                  |
| Akademie Sanitäts- und Gesundheitswesen Bereich Studien/Wissenschaft                        | SanAkBw Akademiestab Bereich Studien/Wissenschaft | Aufstellung: 29.10.1963, Auflösung: 1997       |                                                                                  |
| Akademie Sanitäts- und Gesundheitswesen Lehrgruppe A                                        | SanAkBwLehrGrp A                                  | Aufstellung: 29.10.1963, Auflösung: 1997       |                                                                                  |
| Akademie Sanitäts- und Gesundheitswesen Lehrgruppe B                                        | SanAkBwLehrGrp B                                  | Aufstellung: 29.10.1963, Auflösung: 1997       |                                                                                  |
| Sanitätsamt der Bundeswehr -Stabsquartier-Teileinheiten Ernst-von-Bergmann-Kaserne          | SanABw - StQ - TE E-v-B-Kaserne                   | Aufstellung: 01.05.2008, Auflösung: 31.12.2013 | Stationierungskonzept 2011                                                       |
| Sanitätsamt der Bundeswehr -Aussenstelle Ernst-von-Bergmann-Kaserne                         | SanABw - ASt E.v.B.-Kaserne                       | Aufstellung: 01.10.2007, Auflösung: 31.12.2013 | Stationierungskonzept 2011                                                       |
| Sanitätsamt der Bundeswehr -Aussenstelle Ernst-von-Bergmann-Kaserne, Fachinformationsstelle | FachInfoSt                                        | Aufstellung: 01.10.2007, Auflösung: 31.12.2013 | Stationierungskonzept 2011                                                       |
| Sanitätsakademie der Bundeswehr -Fachschule Rettungsdienst München                          | SanAkBw - FS RettDst München                      | Aufstellung: 01.01.2006, Auflösung: 31.12.2017 | ging in SanAkBw Abt D auf                                                        |
| Sanitätsakademie der Bundeswehr - I. bis VI. Inspektion                                     | SanAkBw - I. bis VI Insp                          | Aufstellung: 01.07.1997, Auflösung: 30.09.2017 | gingen in SanAkBw Abt D auf.                                                     |
| Sanitätsakademie der Bundeswehr - Lehrgruppe Ausbildung                                     | SanAkBw - LehrGrp Ausb                            | Aufstellung: 01.07.1997, Auflösung: 30.09.2013 |                                                                                  |
| Sanitätsakademie der Bundeswehr - Lehrgruppe A                                              | SanAkBw - LehrGrp A                               | Aufstellung: 01.07.1997, Auflösung: 30.09.2017 | ging in SanAkBw Abt D auf.                                                       |
| Sanitätsakademie der Bundeswehr - Lehrgruppe B                                              | SanAkBw - LehrGrp B                               | Aufstellung: 01.07.1997, Auflösung: 30.09.2017 | ging in SanAkBw Abt D auf.                                                       |
| Standortsanitätszentrum München                                                             | StOSanZ München                                   | Aufstellung: 01.04.1981, Auflösung: 31.03.2005 |                                                                                  |
| Sanitätszentrum München                                                                     | SanZ München                                      | Aufstellung: 01.07.2004, Auflösung: 31.12.2006 |                                                                                  |
| Fachsanitätszentrum München                                                                 | FachSanZ München                                  | Aufstellung: 01.01.2007, Auflösung: 30.09.2015 |                                                                                  |
| Verstärkungsreserve Fachsanitätszentrum München                                             | VstkgRes FachSanZ München                         | Aufstellung: 01.01.2007, Auflösung: 30.09.2015 |                                                                                  |
| Wehrbereichskommando IV - Teile München \| \|WBK IV - Tle München                           | Aufstellung: 01.10.2009, Auflösung: 31.03.2013    |                                                |                                                                                  |
| Zivilberufliche Aus- und Weiterbildung Betreuungsstelle München                             | ZAW BetrSt München                                | Aufstellung: 01.01.2006, Auflösung: 31.03.2015 |                                                                                  |
| Feldprosektur 7600 (Geräteeinheit), Mobilmachungsstützpunkt (MobStp)                        | FPros 7600 (GerEinh)                              | Aufstellung: 1980, Auflösung: 1993             |                                                                                  |
| Feldprosektur 7601 (Geräteeinheit), MobStp                                                  | FPros 7601 (GerEinh)                              | Aufstellung: 01.04.1983, Auflösung: 31.12.2007 |                                                                                  |
| Evangelischer Standortpfarrer München II                                                    | EvStOPf München II                                | Aufstellung: 01.05.1955, Auflösung: 30.06.2007 |                                                                                  |
| Fahrschulgruppe München 7                                                                   | FahrSGrp München 7                                | Aufstellung: 01.01.1986, Auflösung: 31.03.1994 | Fusionierung mit den anderen Münchener Fahrschulgruppen zum KfAusbZentr München. |
| Reservelazarettregiment 760 (Geräteeinheit)                                                 | ResLazRgt 760 (GerEinh)                           | Aufstellung: 1970, Auflösung: 1993             |                                                                                  |
| Zentrum für Nachwuchsgewinnung Süd                                                          | ZNwG Süd                                          | Aufstellung: 01.08.1996, Auflösung: 30.11.2012 | Umbenennung in Karrierecenter der Bundeswehr München.                            |
| Katholischer Standortpfarrer München II                                                     | KathStOPf München II                              | Aufstellung: 1956, Auflösung: 28.02.1997       |                                                                                  |
| Materialausstattung Sanitätsbataillon 851                                                   | MatAusstg SanBtl 851                              | Am Standort mindestens von 1985 bis 1986.      |                                                                                  |
| Materialausstattung Sanitätsbereich 65/16                                                   | MatAusstg SanBer 65/16                            | Aufstellung: 01.12.1977, Auflösung: 31.03.1997 |                                                                                  |
| Medizinische Untersuchungsstelle 7601 (Geräteeinheit), MobStp                               | MedUSt 7601 (GerEinh)                             | Aufstellung: 01.04.1983, Auflösung: 31.12.2007 |                                                                                  |
| Reservelazarettgruppe 7609 (Geräteeinheit)                                                  | ResLazGrp 7609 (GerEinh)                          | Aufstellung: 01.10.1978, Auflösung: 31.12.2007 |                                                                                  |
| gemischtes Sanitätslehrbataillon 865 (teilaktiv)                                            | gemSanLehrBtl 865 (ta)                            | Aufstellung: 01.01.1973, Auflösung: 31.03.1981 | Umbenennung in SanLehrBtl 851.                                                   |
| Sanitätslehrbataillon 851 (teilaktiv)                                                       | SanLehrBtl 851 (ta)                               | Aufstellung: 01.04.1981, Auflösung: 31.03.1997 |                                                                                  |
| Fachschulgruppe München 7                                                                   | FachSGrp München 7                                | Am Standort mindestens von 1989 bis 1989.      |                                                                                  |
| Sanitätsmaterialnachschubzug 7603 (Geräteeinheit), MobStp                                   | SanMatNschZg 7603 (GerEinh)                       | Aufstellung: 01.04.1983, Verlegung: 1985       |                                                                                  |
| Sanitätsregiment 760 (Geräteeinheit), MobStp                                                | SanRgt 760 (GerEinh)                              | Am Standort mindestens von 1985 bis 1989.      |                                                                                  |
| Sanitätszentrum 612                                                                         | SanZ 612                                          | Aufstellung: 01.04.1981, Auflösung: 30.09.1998 |                                                                                  |
| Streitkräfteamt - Medienzentrale Bundeswehr Außenstelle München                             | SKA MedienZBw ASt München                         | Aufstellung: 1981, Auflösung: 1991             |                                                                                  |
| Veterinäruntersuchungsstelle 7601 (Geräteeinheit), MobStp                                   | VetUSt 7601 (GerEinh)                             | Aufstellung: 01.04.1983, Auflösung: 31.12.2007 |                                                                                  |

## Trivia
In der Liegenschaft wurde der Film Die Gezeichneten (1948) sowie die Folge „Billiges Benzin“ (1961) der Fernsehserie Funkstreife Isar 12 gedreht.